# Шаймухаметов, Рустем Радикович
Рустем Радикович Шаймухаметов (10 марта 1960, Уфа) — советский и российский футболист, нападающий и полузащитник, тренер.

## Карьера
Воспитанник ДЮСШ города Уфа. Выступал за клубы «Гастелло», «Ротор», камышинский «Текстильщик», городищенскую «Звезду», «Содовик», «Балаково» и волжское «Торпедо».
После завершения карьеры игрока работал главным тренером волжского «Торпедо», а также входил в тренерские штабы ставропольских команд «Кавказтрансгаз-2005» и «Ставрополье-2009».
В настоящее время[уточнить] является тренером футбольной школы ФК Уфа.